# Jamal Gay
Jamal Bevon Gay (Arima, 9 febbraio 1989) è un ex calciatore trinidadiano, di ruolo attaccante.